# Zbysława von Kiew
Zbysława von Kiew (russisch Сбыслава Святополковна Sbyslawa Swjatopolkowna, ukrainisch Збислава Святополківна Sbyslawa Swjatopolkiwna, polnisch Zbysława kijowska; * 1085/90; † 1112/14) war eine Prinzessin der Kiewer Rus, ein Mitglied des Fürstengeschlechts der Rurikiden und durch Heirat Herzogin von Polen.
Sie war die Tochter von Swjatopolk II., des Fürsten Kiews. Ihre Mutter soll eine Prinzessin der Přemysliden gewesen sein.

## Leben
Während seiner Kämpfe gegen seinen Halbbruder Zbigniew, einen Fürst Polens, verbündete sich Bolesław III. Schiefmund mit den Kiewer Rus und Ungarn. Um seine Allianz mit dem Großfürst Kiews zu besiegeln, wurde Bolesław III. mit Swjatopolks ältester Tochter Zbysława verlobt. Die Russische Primärchronik (Nestor-Chronik) erwähnt Zbysława, die Tochter von Swjatopolk, in der berichtet wird, dass sie am 16. November 1102 nach Polen geschickt wurde, um Bolesław III. zu heiraten. Daher fand die Hochzeit zwischen diesem Datum oder im frühen Jahr 1103 statt. Sie hatten nur einen bekannten Sohn, den späteren Władysław II. den Vertriebenen, der 1105 geboren wurde, und eine Tochter (die vermutlich Judith hieß), die um 1111 geboren wurde und die spätere Ehefrau von Wsewolod Davidowitsch, dem Fürsten von Murom, war.
Ihr Todesdatum ist unklar. Manche Quellen bestimmen die Jahre 1109–12. Aktuell wird angenommen, dass sie wahrscheinlich längstens bis 1114 lebte, weil Bolesław III. ein Jahr später Salome von Berg, die Tochter von Heinrich, dem Grafen zu Berg-Schelklingen, heiratete.